# واژگونی اتوبوس حامل دختران دانش‌آموز
واژگونی اتوبوس حامل دختران دانش‌آموز از استان هرمزگان که عازم اردوی شیراز بودند در تاریخ ۱۰ شهریور ۱۳۹۶ در نزدیکی داراب استان فارس رخ داد که در پی آن ۹ نفر کشته و ۳۴ نفر زخمی شدند. حال ۱۳ تن از مصدومان وخیم گزارش شده‌است.

## شرح حادثه
ساعت چهار صبح روز جمعه، ۱۰ شهریور ۱۳۹۶ اتوبوس حامل دختران دانش‌آموز راهنمایی و دبیرستانی در نزدیکی بخش جنت در شهرستان داراب در استان فارس واژگون شد که بر اثر این حادثه ۴۴ نفر کشته و زخمی شده‌اند. مجروحان این حادثه ۳۳ دختر دانش آموز هستند که به بیمارستان منتقل شدند حال ۱۰–۱۳ نفر از آنان وخیم است. این دانش‌آموزان ساکن شهرستان‌های رودان، میناب حاجی‌آباد و هرمز    از استان هرمزگان عضو گروه فرزانگان تشکیلات سازمان دانش‌آموزی از دوره متوسطه اول و دوم؛ عازم شیراز بودند تا در اردوی قطبی - ملی شرکت کنند. در این حادثه خانم مربی سرپرست اردو و کمک‌راننده اتوبوس نیز جان خود را از دست دادند.

## اظهارات
- رئیس پلیس راهور ناجا گفت «اتوبوس به دلیل خستگی و خواب‌آلودگی راننده به پایه پل برخورد کرده‌است».
- رئیس مرکز اطلاعات پلیس راهور نیروی انتظامی گفت این اتوبوس ۴۵ مسافر داشته و ۲۲ دانش‌آموز دیگر به صورت سرپایی درمان شدند.[۴][۳]

## حوادث مشابه
- در اسفند ۱۳۷۶ اتوبوس حامل دانشجویان دانشگاه صنعتی شریف در مسیر بازگشت از بیست و دومین دوره مسابقات ریاضی از اهواز به دره سقوط کرد و هفت نفر از دانشجویان به اضافه دو عضو هیئت علمی این دانشگاه کشته شدند. مریم میرزاخانی نابغه فقید ریاضی از سرنشینان این اتوبوس و از بازماندگان این حادثه بود.[۳]
- درسال ۱۳۸۶ اتوبوس حامل دانشجویان دانشگاه علوم پایه دامغان( دانشگاه دامغان فعلی) در پی یک تصادف، واژگون شد و تعداد ۷ دانشجو که همگی دختر بودند کشته شدند.
- در سال ۱۳۹۱ در سانحه ای که برای یک اتوبوس موسوم به «راهیان نور» که عازم اردوی مناطق جنگی جنگ ایران و عراق بود، ۲۶ دانش‌آموز دختر ساکن استان چهارمحال و بختیاری کشته شدند.
- در سال ۱۳۹۵ یک اتوبوس حامل دانش‌آموزان استان چهارمحال و بختیاری در مسیر برگشت از مشهد واژگون شد و دو دانش‌آموز کشته شدند.[۴]
- در ۱۸ بهمن ۱۴۰۳ یک اتوبوس حامل دانش آموزان دختر دبیرستان فرزانگان کرمان که از اردوی تفریحی شهداد به کرمان باز می‌گشتند ، به علت فرسودگی اتوبوس و بی توجهی راننده و مسئولین دچار سانحه شد و ۴ دانش آموز مستعد و ۲ نفر از اعضای خانواده سرایدار مدرسه جان خود را از دست دادند.

## نرخ مرگ و میر در جاده‌ها
ایران با داشتن حدود ۱۷۰۰۰ کشته در سال بر اثر حوادث جاده ای یکی از بدترین سابقه ترافیکی جهان را داراست. بر اساس گزارش منتشر شده توسط بیمه مرکزی ایران، این کشور در میان ۱۹۰ کشور جهان، بالاترین نرخ مرگ و میر در جاده‌ها را پس از کشور سیرالئون دارد.
حسن هاشمی، وزیر بهداشت ایران، در ۱۱ فروردین ۱۳۹۶ در این باره گفته بود که آمار کشته‌شدگان سوانح ترافیکی در ایران «از آمار کل کشته‌شدگان ناشی از جنگ در منطقه بالاتر است».